# لاركن الأول. سميث
لاركن الأول. سميث هو سياسي أمريكي، ولد في 26 يونيو 1944 في بوبلارفيل في الولايات المتحدة، وتوفي في 13 أغسطس 1989 في مقاطعة بيري في الولايات المتحدة. نشط حزبياً في الحزب الجمهوري. وقد انتخب عضو مجلس النواب الأمريكي ‏ عن دائرة Mississippi's 5th congressional district ‏ وقد انضم خلال فترته النيابية ‏ (3 يناير 1989 – 3 يناير 1991) للكتلة البرلمانية الحزب الجمهوري وانتخب عضو مجلس النواب الأمريكي ‏.